# ジメチルアリル二リン酸
ジメチルアリル二リン酸（ジメチルアリルにリンさん、DMADP）は、テルペンおよびテルペノイド（イソプレノイド）生合成に必要な２つの前駆物質（イソプレン単位）のうちの一つである。もう一つは異性体であるイソペンテニル二リン酸（IPP）。メバロン酸経路および非メバロン酸経路の最終生成物の一つとして、IPPとともに合成される。ジメチルアリルピロリン酸(DMAPP)ともいう。

## 生合成

### メバロン酸経路
メバロン酸経路では、イソペンテニル二リン酸イソメラーゼによってIPPから合成される。

### 非メバロン酸経路
非メバロン酸経路では、HMB-PPレダクターゼ（IspH）によって(E)-4-ヒドロキシ-3-メチル-2-ブテニル二リン酸（HMB-PP）からIPPと同時に合成される。